# Eliane Havenith
Eliane Havenith (1918−2004) est une architecte belge. Elle conçoit principalement des bâtiments modernistes et est également active en tant que membre éditorial du magazine d'architecture belge Architecture Revue bimestrielle d'architecture et d'urbanisme.

## Biographie
Eliane Havenith fonde en 1953, avec Jean Stuyvaert, Willy Van Der Meeren et Paul-Émile Vincent, le cabinet d'architectes Nouvelle Architecture (Groupe NA) situé au 40 Toison d'Or à Bruxelles. Elle est également membre du groupe d'avant-garde Formes Nouvelles / Nieuwe Vormen, qui se concentre sur la promotion d'une culture vivante moderne et meilleure.
A l'occasion de l'Exposition universelle de 1958 à Bruxelles, Eliane Havenith conçoit un stand dans le Pavillon des Bâtiments et des Maisons. Avec Jean Stuyvaert, Paul-Émile Vincent (Groupe NA), elle conçoit également le pont piétonnier de Madridlaan pour l'Expo 58. 
À partir de 1952, Eliane Havenith est membre du comité de rédaction du magazine d'architecture francophone belge Architecture. Revue bimestrielle d'architecture et d'urbanisme. Elle écrit plusieurs contributions et compose plusieurs chansons thématiques dont :
- n° 8 'Le Préfabrication' en 1953
- n° 15 'Le Béton Précontraint' en 1955 (en collaboration avec Robert Thirion)

- n° 19 'L'Architecture Religieuse' en 1956 (en collaboration avec G. Watelet)
- n° 20 'L'Architecture dans la décoration' en 1957 (en collaboration avec Jacques Dolphyn)
- n° 27 'Bureaux' en 1958
- n° 36 'Bureaux' en 1960
- n° 43 'Santé' en 1961 (en collaboration avec Jean Stuyvaert)

## Œuvres
- Pont piétonnier Madridlaan, ch. 1957. Architecte Groupe NA (Paul-Émile Vincent, Jean Stuyvaert, Eliane Havenith). Bruxelles Laeken. Ouvrage d'ingénierie et d'art construite en béton et en métal ayant pour but que de relier le parking à l'est de Meiseselaan jusqu'au terminus du tramway à l'Expo 58.  Soutenus par de fins piliers de ponts trapézoïdaux sur lesquels reposent également des poutres en béton et un tablier de pont en tuiles préfabriquées. Les escaliers avec structure métallique composée de poutres en forme de boomerang sur lesquelles reposent les marches en béton. Parapets et garde-corps en métal avec barres horizontales et supports triangulaires.
- Immeuble d'habitation et cabinet médical à Anvers[5]. Architecte: Eliane Havenith.
- Boutique Rachin à Bruxelles[6]. Architecte: Groupe NA (Paul-Émile Vincent, Jean Stuyvaert, Eliane Havenith).
- Bureaux et showroom pour Usines Peters-Lacroix (UPL) à Bruxelles[7]. Architecte: M. Anneet et Eliane Havenith.

## Archives
Les archives d'Eliane Havenith sont conservées dans la collection du CIVA à Bruxelles.